# Шкло (санаторій)
Санаторій «Шкло» — бальнеологічний і грязьовий санаторій, що розташований у лісопарку Розточчя в селищі Шкло Яворівського району Львівської області.
Санаторій розміщений у лісостеповій місцевості з м'яким, помірно-континентальним кліматом, без різких температурних коливань. Територія санаторію розташована у змішаному лісопарку, площею 75 га. Тут збереглися багатовікові дуби і ялини.
Санаторій «Шкло» багатий унікальним поєднанням природних лікувальних факторів: питні джерела слабомінералізованої води «Нафтуся-Шкло»; сірководневі джерела малої та середньої мінералізації; торфянисто-мінеральні лікувальні грязі.

## Історія
Ще у 1578 році на прохання польського короля Стефана Баторія місцеве джерело сірчистої води описав королівський лікар Войцех Очко та дав рекомендації для вживання цієї води. Через 39 років львів'янин Еразм Сикст описав це джерело і видав опис у 1617 році в Замості. Книжка називалась «Про теплики у Шклі» (пол. O cieplicach we Szkle; лат. De thermis in pago Sklo).
Ще в 1614 році Тобіаш Хирургус посвідчив, що чоловік, на ім'я Тома Піровський пожертвував 100 зол. на госпіталь бідних хворих на водах скільських біля Яворова.
У 1611 році була відкрита перша болотолікувальня.
В липні 1619 року власниця села Софія Дзялинська, бажаючи допомогти хворим, які знаходились в теплицях Яворівських в селі Скло, з відома і благословення львівського архиєпископа Яна Дмитра Соліковського, підготувавши ґрунт в Склі над водою, на якому збудувала шпиталь, встановила щорічну суму 1600 зол. на утримання цієї лікарні. Поруч збудувала будинок для власного вжитку. Акт фундації шпиталю Дзялинська зробила в присутності графа Яна Остроруга, Яна Фірлея. Того року на утримання шпиталю 90 зол. Іван Баптист Неофіт, львівський міщанин.
Місцеві води популяризував король Ян III і розповів про них закордонним лікарям, бо надіявся, що вони замінять французькі води, які постійно вживала його дружина Марія Казимира від 1668 року. Він також писав, що місцевими водами лікувався польський король Владислав IV.
11 грудня 1783 року Придворна канцелярія видала декрет на основі донесення надвірного радника Маргелика, зроблений після інспекційної поїздки по Галичині, про необхідність будівництва ванн у Шклі 1784 року. Держава ще не швидко взялася за цю справу, бо Австрія незадовго втягнулась в довгу смугу війн з Францією.
У 1795 році професор Бальтазор Гакет досліджував хімічний склад та властивості місцевої мінеральної води. Описувючи Шкло, він зазначив, що тут є великий рибний став, а за кілька сотень кроків від нього випливає із землі головне джерело мінеральної води, оцимброване та покрите дахом. Від нього воду трубами підводили до купалень, де використовували після підігріву у ваннах. Недалеко на луці було друге джерело, воду з якого вживали до пиття. В лісі було також кілька менших джерел з мінеральною водою. За державні кошти вже були збудовані купальні. Перед Гакетом про властивості цих вод писав Габріель Жончинський.
На початку ХІХ ст. влада збудувала тут їдальню та кілька житлових будинків, а навпроти них купальні. Перед будинком купалень був парк з капличкою, в якій влітку відбувалися щоденні богослужіння. Біля нових купалень були старі, які були призначені для хворих солдатів. Це був ряд ванн у довгій шопі, без будь-яких вигод. Тримав купальню місцевий житель Смутний, який за 2 зр. в день давав своїм гостям житло, купелі, обід та вечерю. На певній віддалі від закладу була папірня Піллера, куди ходили на прогулянку гості купалень. Папірня забезпечувала папером львівські друкарні.
У 1834 році досліджував властивості місцевої води лікар Теодор Торосевич. Описуючи мінеральні води Галичини, Торосевич у 1849 році писав про Івоницькі мінеральні купелі. Історик А. Петрушевич звернув на це увагу і висловив припущення, що назва Івонич могла бути більш давньою назвою Шкла. Але це не так, бо село Івонич знаходиться на Лемківщині. Але шклівська вода за своїми характеристиками нагадувала івоницьку, тому і Теодор Торосевич називав шклівські мінеральні купелі Івоницькими.
У 1849 році уряд відкрив тут процедурні ванни для хворих вояків австрійської армії.
Цілком можливо, що лікування хворих вояків відбувалося тут ще раніше, бо німець Шультес, описуючи Галичину на початку ХІХ ст., відзначив, що хворі та поранені солдати через несумлінність лікарів швидше помирають на шклівських купелях. Було близько 15 помешкань для купелів.
Ще перед І Світовою війною тут за кошти каси хворих будівельних робітників був збудований санаторій. В час війни він був пошкоджений, а майно розграбоване. Після війни був відновлений за 1200 тисяч марок і переданий касі хворих міста Львова. В ньому було 3 павільйони з купелями, кухня, їдальня, спальня на 30 осіб.
17 липня 1921 року тут відбулося урочисте відкриття санаторію для хворих робітників. Сірчаними водами лікували тут гостець. Штат цього санаторію складався з 12 поляків, 13 жидів та 5 українців. Директором був поставлений Андрій Давидович. Хворі забезпечувались 5-разовим харчуванням протягом доби.
31 липня 1931 року в санаторії помер Микола Ганкевич, засновник Української соціал-демократичної партії в Галичині.
Курорт в період Другої Світової війни був спалений і фактично припинив своє існування. І лише в 1946 році з ініціативи Військової ради ПрикВО почалась його розбудова. І з 15 вересня 1947 року санаторій приймав хворих воїнів Збройних Сил та членів їхніх сімей.
З 17 липня 2003 року, керуючись розпорядженням Кабінету Міністрів України № 427 /р 15.10.2003 року, цілісний майновий комплекс «Шкло» переданий зі сфери управління Міністерства Оборони України в управління Державної судової адміністрації України та на його базі створене Державне підприємство "Санаторно-курортний лікувальний центр «Шкло».

## Лікувально-діагностична база
Лікувально-діагностична база санаторію — це лікувально-діагностичний центр, оснащений сучасною діагностичною і лікувальною апаратурою, яка дає можливість кваліфіковано проводити діагностику та ефективне лікування захворювань. Лікарі створюють оптимальний лікувально-оздоровчий комплекс для досягнення бажаного результату.
Перелік процедур
- консультації спеціалістів: невропатолога, кардіолога, гінеколога, уролога, терапевта, гастроентеролога, ортопеда-травматолога;
- грязьові аплікації;
- ванни сірководневі, хвойні, йодобромні;
- електрофізіопроцедури;
- масаж;
- мікроклізми;
- гінекологічні зрошення;
- ароматерапія;
- гідромасаж ясен;
- групова гімнастика;
- вода «Нафтуся», «Моршинська» № 1 і № 6;
- ультразвукова діагностика
- аналіз крові та сечі;
- електрокардіографія;
- реовазографія, реоенцефалографія;
- підводний душ-масаж;
- гідроколонотерапія;
- детоксикаційна терапія;
- стоматологічні процедури;
- косметологічні процедури.

## Профіль санаторію
Захворювання гепатобіліардної системи, нервової системи, системи кровообігу, захворювання та травми органів опору та руху, урологічні захворювання, захворювання жіночих статевих органів, захворювання шкіри.
Показання
Хронічний гепатит, хронічний холецистит, дискінезія жовчних шляхів, постхолецистектомічний синдром, жовчнокам'яна хвороба, сечокам'яна хвороба, хронічний пієлонефрит, хронічний цистит, сольовий діатез, хронічні простатити, уретрити, ревматичний поліартрит, хвороба Бехтєрєва, остеохондроз, травматичні пошкодження кісток, сухожилків, м'язів, хронічні захворювання міокарда, атеросклеротичний кардіосклероз, гіпертонічна хвороба 1-2 ступенів.
Протипоказання
Загальні протипоказання для направлення хворих на санаторно-курортне лікування та всі захворювання у фазі загострення.